# مقاطعة إيدا فيرو
مقاطعة إيدا فيرو (بالإنجليزية: Ida-Viru County)‏ هي مقاطعة في إستونيا، تتبع إستونيا، بلغ عدد سكانها 149٬483  نسمة، في 1 يناير 2014، عاصمتها جوفي، تبلغ مساحتها 3٬364٫0 كيلومتر مربع.

## الموقع
تشترك في الحدود مع:
- لينينغراد أوبلاست
- مقاطعة لين-فيرو.